# 安全性行為

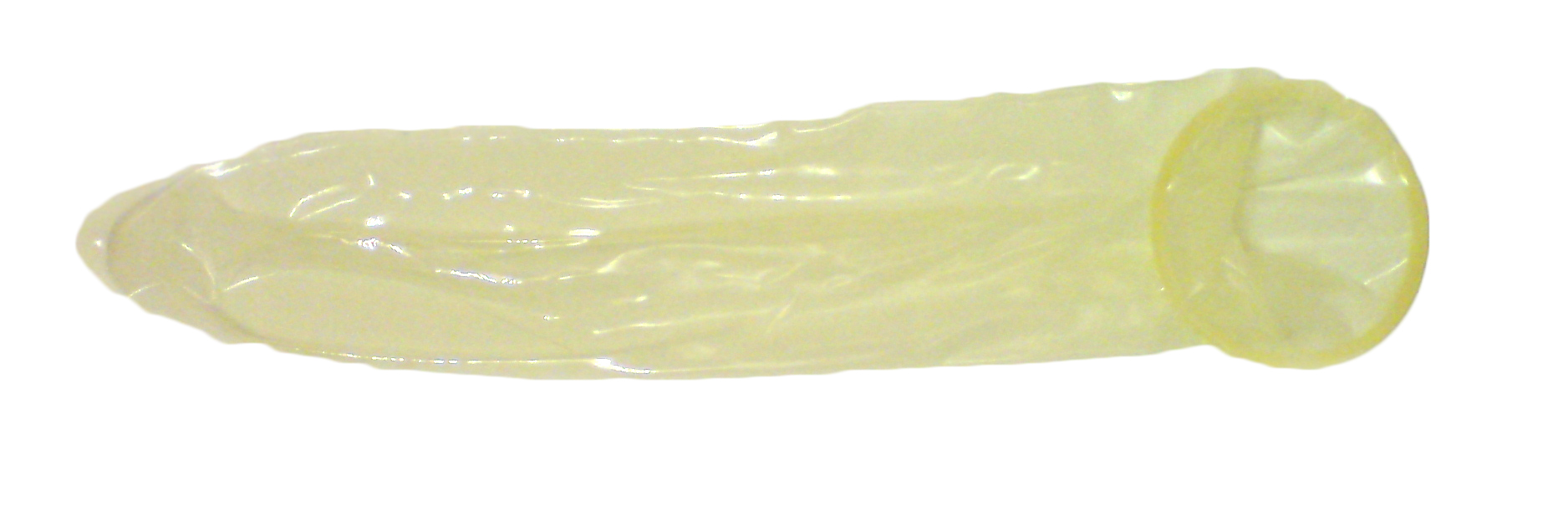
一个展开的保險套

安全性行為是指一套为保持人們身心健康的性行為作法而做出的設計，狹義的指減低性病感染風險的性行為；廣義的安全性行為除此之外，还包括对進行性行為的人的心理狀況、進行性行為的環境等所做出的指导。相對的，「不安全性行為」就是指沒有使用避孕或是抗性病措施，或心理狀況不健康的情況下進行的性行為。進行不安全性行為的原因包括貪图方便、怕保險套影響性快感、抱著僥倖心態、認為性伴侶沒有性病等。
安全性行為在1980年代末期開始因為愛滋病而受到關注。從社會的觀點來看，安全性行為可視為一種“降低”風險的策略（而不是消除風險）。安全性行為也可以用來作生育控制，但很多避孕工具並沒有防止性病的功能。
安全性行为提供了較安全地满足生理需求的可能性，因此有重要意义。

## 用語
- 近來美國國內，開始用「較安全性行為」替代「安全性行為」。這是出於將風險視為連續變化的考慮。不過其他國家的性教育仍舊使用安全性行為一語。
- 「不安全性行為」（亦稱「危險性行為」），狹義指在性行為的過程中都沒有做足防禦性病和避孕措施，例如未戴保險套，可能因此懷孕、染上性病甚至愛滋病。廣義的則還包括於心理狀況不健康的情況或於不安全環境進行的性行為，可能損害心理和生理健康。

## 关注愛滋病
安全性行為大部分都在關注以保險套防止感染爱滋病病毒。正確的預防性投藥後，與長期將血液病毒量控制在極低的病患無套性交，其安全性略低於保險套（正確的預防性投藥及長期有效控制缺一不可）。但是許多愛滋病患同時患有其他性病，每一種性病都有不同的預防，預防性投藥及有效壓抑血液殘存病毒僅能防護愛滋病；且保險套對一些性病的保護效果仍低，一些愛滋病患同時患有這些性病。性教育人士建議所有會造成體液交換的性行為都應採取某種保護。

## 注意事項

### 自慰
自慰属于安全性行为，互相手交只要不接觸漏出的體液亦屬於安全性行為。

### 社会控制因素
安全性行為的倡议者認為，要完全避免與別人發生無風險的性行為是不可能的，所以建議以下的方法，減低意外懷孕與性病的風險。
- 忠實而且雙方都無染病的「一夫一妻」或單配偶（包括LGBT伴侶）生活很安全。但是要小心许多只有單一伴侶的人就是被那些伴侣传染上性传播疾病。這些伴侣可能從外遇、靜脈注射、輸血或是從之前的伴侶感染疾病。而多位性伴侶團體這方面的風險要高許多。
- 了解伴侣與自己，特别是性病状况，是否可信任。例如作愛滋檢測。
- 对性病进行治疗
- 不是單一性伴侶的，减少進行與性伴侣的性接觸，特别是陌生的，可以减少得性病的機率。
- 与性伴侶进行沟通，要说出想做什么，不想做什么，包括可以接受什么，避免过激事情。
- 在性行為之前或之中不要使用包括酒精的麻醉品，这些会造成疏忽大意。

### 防止体液交换

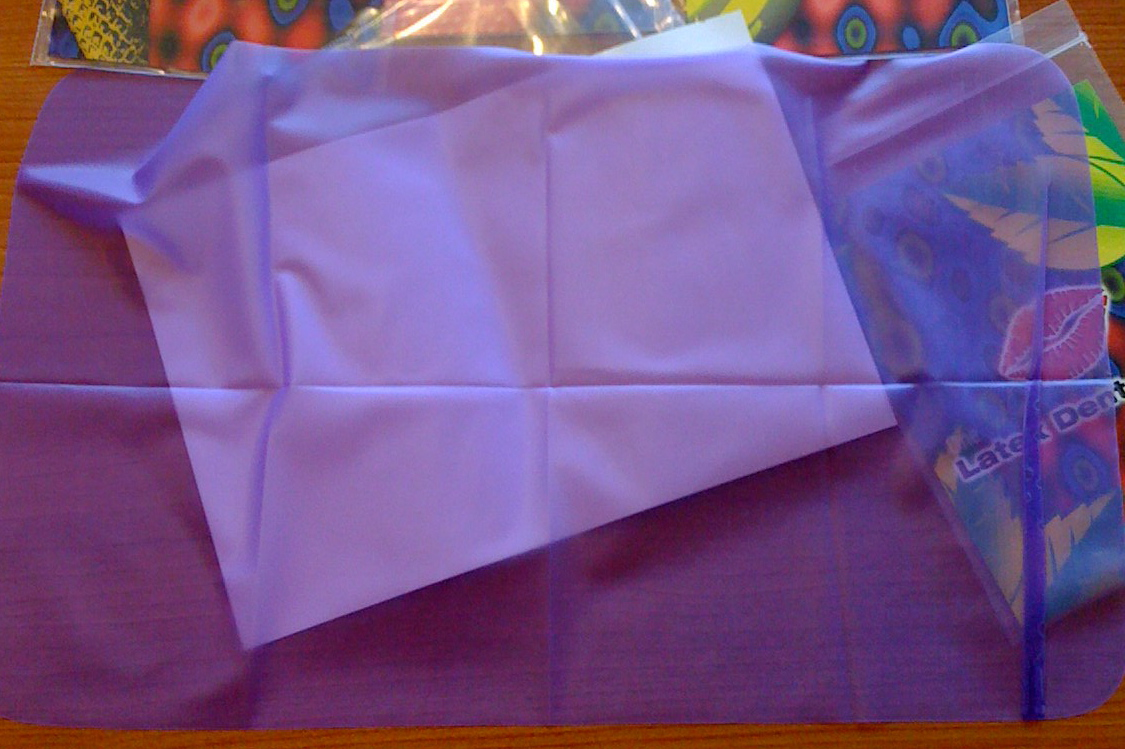
口腔保护膜（Dental dams）

除非是可信任的性伴侶，否則不要有血液、阴道分泌物、精液的直接接触：
1. 全程使用保險套（又稱避孕套或安全套）。保險套通常由乳胶或聚亚胺酯制成，也有可能是动物肠衣。聚亚胺酯被认为是安全的材料，因为病毒不能穿过这层材料，但这方面的研究不如乳胶的多。由动物肠衣制成的保險套是不安全的，因为材料多孔，病毒可以穿过。
2. 陰道性交或肛交時使用女用保險套。这种保險套在性交前放入阴道或肛門。這種保險套對肛交效果較差。
3. 口交時使用口腔保護膜。口腔保護膜是一片乳胶（开始用于牙科的牙套），可用于口交。在舔阴时可以阻隔口腔和阴道，而舔肛时可以阻隔口腔和肛门。一片塑料也可以用作牙套，这是经过FDA和CDC认证的，可以有效地阻挡病毒生物和微生物。乳胶避孕套也可以切开做临时牙套。
4. 医疗手套。医疗手套用乳胶、聚乙烯、腈或聚亚胺酯制成，可以在口交时作牙套，在多人手淫时保护手。手上会有不注意的切口，所以精液或阴道分泌物中的病原体会进入人体。这种方法风险很小，但是有人只把它作为额外的措施。用手套进行手淫可以防止尖指甲划伤生殖器。
5. 非插入性快感或是不用陰莖的插入，比如用清洁过或套着避孕套的假阴茎。

### 環境因素
選擇舒適、安全的地方進行性行為，保持身心健康。

### 無效方法
注意：大多數「障壁法」之外的避孕方法都不能有效防止性病。
例如說 Nonoxynol-9 殺精劑先前據說能夠降低性病風險。但是近來世界衛生組織的研究顯示 Nonoxynol-9是種刺激物，而且會造成黏膜上的小洞，增加性病侵入的弱點。因此含有殺精劑的保險套不適合防性病。
將陰莖在射精前拔出的「性交中斷法」（或稱體外排精法）也不是安全性行為。因為陰莖射精前流出的液體就足以造成性病傳染或懷孕。更進一步，伴侶身上的開放傷口也可以造成傳染。但是也有人認為這是已經在進行不安全性行為時的減害手段。

### 避孕
在實務上，保險套的意外懷孕機率是高於女用避孕藥的。高度可信任的性伴侶之間的性行為，性病預防不是問題，而重點是非預期懷孕，如果女方對避孕藥適應良好，避孕藥會是比較好的選擇。

## 爭議
「禁欲」（Abstinence，不進行性行為）、「忠實單一性伴侶」（Be Faithful）、「保險套」（Use a Condom）合稱為「ABC三原則」，是許多國家的安全性行為教育政策，尤其是推廣保險套的使用。
某些保守派人士反對除忠實單一性伴侶以外有關安全性行為的推廣計畫，特別是推廣保險套的使用，因為他們认为推广使用保險套與其他保護措施，會促進婚外性行為、濫交、外遇，從而降低人們獲得可信任的配偶的機會。這些保守派人士部分堅持婚前守貞的性教育（不進行婚前性行為），婚後不外遇及維持單一配偶（很多會接受婚內性行為的避孕）；並且認為這是唯一能可以兼顧有效阻止性病、維持生育率及提高平均養育品質的方式，因為難以獲得夠忠誠的配偶是人們對婚姻卻步的重要原因。
很多安全性行為的支持者則認為，有關推廣可以預防及減少發生性病，要比勸人不從事性行為（不少帶有非基於事實的具恐嚇性教育，例如進行性行為後會導致意外懷孕及墮胎）更为可行，而且政府推廣使用保險套反而具有道德的責任，因為加強灌輸正確的性教育觀念，對青年灌輸身體自主權及自我保護的意識，安全性行為及有效的避孕更能有效於減少性病及未婚懷孕。
另一方面，很多政府或非政府組織都因為其參與愛滋病防治計畫，而受到反对者的批評，儘管近年因公眾對愛滋病的理解增加，而且絕大部分的政府衛生機構均認知並非所有愛滋病患者均經過同性性行為（主要是男同性戀者）傳染。
聯合國人口基金會在2004年印度洋大地震時為了減少出現大量意外懷孕的可能性，向難民提供保險套，因南亞國家的文化及宗教偏向保守，這項要求就受到反對者批評。在不少國家及地區，一旦出現嚴重的疫情，相關國家及組織均會提供保險套，以防止大量性病曼延。
而不少國際的大型體育賽事如奧林匹克運動會等，主辦單位均會提供保險套，籍以讓運動員的身體及生理上保持較佳的狀態，而並無明確的科學證據，顯示運動員在賽前的性生活會影響其在運動場比賽時的表現。

## 外部連結
- Sexually Transmitted Diseases/Infections Resource Center from the Association of Reproductive Health Professionals（页面存档备份，存于）
- Fact sheet on sexually transmitted diseases from the National Institute of Allergies and Infections （页面存档备份，存于）
- "Sexual networks: implications for the transmission of sexually transmitted infections"
- Sexually Transmitted Disease Information
- Sexually Transmitted Diseases - STD Guide （页面存档备份，存于）
- 迪士尼1973年製作之性病宣導影片

中文：
- 疾病管制局愛滋博物館安全性行為

相關的維基百科主題：
- 性
- 醫學
- 神經科學
- 生物
- 動物
- 人權